# Danuta Kozák
Danuta Kozák (* 11. Januar 1987 in Budapest) ist eine ungarische Kanutin.
Mit sechs olympischen Goldmedaillen einer Silber- und einer Bronzemedaille ist sie die erfolgreichste ungarische Kanutin. Kozák begann 1996 mit dem Kanusport im Zentralen Sport- und Jugendklub (KSI). Bei den Junioreneuropameisterschaften 2002 gewann sie mit Silber ihre erste Medaille auf internationalem Niveau.
Ihre ersten Medaille bei Weltmeisterschaften im Aktivenbereich konnte sie bei den Kanurennsport-Weltmeisterschaften 2007 in Duisburg feiern.
In den folgenden Jahren errang sie insgesamt 14 WM-Titel und 6 Olympiasiege. Sie holte ihre Titel hierbei sowohl im Einer-, Zweier-, als auch im Vierer-Kajak. Die Ungarin nahm an vier Olympischen Sommerspiele teil, wobei sie jedes Mal mit einer Medaille nach Hause kam. Sie war hierbei die erste weibliche Athletin, die bei einer Ausgabe der Olympischen Sommerspiele im Kanusprint gleich drei Gold-Medaillen gewinnen konnte. Dies gelang ihr bei den Olympischen Sommerspielen 2016 in Rio de Janeiro.
Im Jahr 2017 legte die Athletin, die mit ihrem Trainer Béla Somogyi verheiratet ist eine Babypause ein. Nach der Geburt ihrer Tochter kehrte sie zu den Weltmeisterschaften 2018 auf die internationale Bühne zurück. Das erwartete Duell im Kajak-Einer mit Lisa Carrington, die in Kozáks Abwesenheit diese Distanz dominiert hatte, konnte die Ungarin für sich entscheiden. Auch in den Wettbewerben im Kajak-Zweier und -Vierer, für die sie mit nominiert wurde, stand am Ende der Weltmeistertitel.
Für ihre sportlichen Erfolge wurde sie mit diversen Preisen ausgezeichnet, unter anderem mit dem Großkreuz des Ungarischen Verdienstordens.